# Грабовецкий, Георгий Владимирович
Георгий Владимирович Грабовецкий (Серк) (1922—2013) — советский и российский учёный, доктор технических наук, профессор.
Автор 175 научных статей, а также 19 авторских свидетельств и двух патентов на изобретения в области силовой электротехники.

## Биография
Родился 24 января 1922 года в Севастополе.

### Семья
Мать Георгия – Александра Николаевна Серк (урождённая Смирнова, 1893–1961), родилась в Санкт-Петербурге, ботаник по образованию, была научным работником; отец – Виктор Акселевич Серк (1891–1931), происходил из древнего норвежского рода, тоже исследовал флору и фауну Крыма и Кавказа, но реализовал себя как профессиональный музыкант и композитор. Отец уехал из Ленинграда в Берлин, где сочинял музыку и закончил свой жизненный путь, с Александрой Николаевной они развелись. В 1929 году мама Георгия вторично вышла замуж за Владимира Вацлавовича Грабовецкого (поляка по национальности), фамилию и отчество которого стал носить Георгий после усыновления.

### Довоенные годы
В 1930 году поступил в школу № 215 на Васильевском острове, затем в 1937 году перешел в школу № 6 С, там был принят в комсомол. В ноябре 1937 года НКВД арестовало Владимира Грабовецкого и 27 ноября 1937 года он был расстрелян. В декабре этого же года семья Грабовецких (мать, сын и дочь) были высланы в Кайский район Кировской области. Здесь в посёлке Рудничий в 1939 году Георгий окончил школу и в том же году поступил в Ленинградский политехнический институт.
В сентябре 1940 года он был призван в РККА и направлен для прохождения службы в Москву в Военно-политическую академию им. В.И. Ленина, где проучился три месяца. Оставил академию после тяжелой болезни и вернулся к матери. Стал работать старшим механиком отдела связи в управлении Вятлага НКВД.

### Образование и деятельность
С началом Великой Отечественной войны Георгий ушёл добровольцем на фронт, участвовал рядовым в боях на Ленинградском фронте, где в декабре 1941 года был контужен. После лечения, в течение предоставленного отпуска — с июля 1942 по сентябрь 1943 года, снова работал в Вятлаге. С сентября 1943 по ноябрь 1943 года был курсантом II Ленинградского пехотного училища, дислоцировавшегося в городе Глазове Удмуртской АССР, но в связи с обострением последствий контузии был уволен из армии и поступил в Московский энергетический институт, который окончил по специальности «Электрификация промышленных предприятий». Затем обучался в аспирантуре МЭИ и в 1952 году защитил кандидатскую диссертацию по теме «Разработка и исследование бортовой системы электропитания стабильной частоты 400 Гц при переменной скорости вращения первичного двигателя».
Затем работал доцентом в Дальневосточном политехническом институте (ныне Дальневосточный государственный технический университет, Владивосток). С сентября 1957 года вся последующая деятельность Георгия Грабовецкого была связана с НЭТИ–НГТУ, где он был деканом электромеханического факультета (1957–1959 годы), заведующим кафедрой электровакуумной техники и промышленной электроники (1957–1963 годы), стал основателем кафедры промышленной электроники и ее первым заведующим (1963–1988 годы). В 1965 году Грабовецкий создал и возглавил отраслевую научно-исследовательскую лабораторию преобразовательной техники (ОНИЛ ПТ НЭТИ), а в 1987 году стал руководителем научной лаборатории электрооборудования летательных аппаратов (ОНИЛ ОЛА НГТУ).
В 1970 году Грабовецкий защитил докторскую диссертацию по теме «Анализ и методика расчета силовых цепей вентильных преобразователей частоты с непосредственной связью», и через год ему было присвоено ученое звание профессора. Под руководством профессора Грабовецкого была защищена 21 кандидатская диссертация, среди его учеников два доктора технических наук.
Умер 26 декабря 2013 года.

## Заслуги
- Отличник высшего образования СССР, Почетный работник высшего специального образования РФ, заслуженный работник НГТУ.
- Кавалер орденов Отечественной войны II степени и «Знак Почета», а также многих медалей.